# Никопея
Икона Божией Матери «Никопея» — почитаемая икона Богородицы византийского происхождения, создание первообраза приписывается апостолу Луке. На иконе присутствует поясное изображение Богородицы, держащей перед собой на руках младенца Христа.

## История
Сохранившаяся икона датируется началом XII века. Первоначально находилась в монастыре Святого Иоанна Богослова в Константинополе и была одной из самых почитаемых икон города. Считалось, что этот образ мог даровать защиту тем, кто его почитал, и поэтому различные византийские императоры часто использовали его в битвах.
Название Никопея значит победительница. Икона считалась хранительницей императорского дома и эмблемой триумфов ее войск над врагами. 
При разграблении Константинополя в ходе четвёртого крестового похода в 1204 году икона была вывезена в Венецию и помещёна в соборе Святого Марка. Образ, заключённый в серебряную раму с эмалевыми миниатюрами и драгоценными камнями, стал весьма почитаемым в Венеции. До 1618 года он размещался в ризнице собора и выставлялся на всеобщее обозрение только по большим церковным праздникам. В настоящее время икона находится в северном трансепте собора. В 1969 году была проведена реставрация иконы.